# Чернодрешна носия
Чернодрешната носия е мъжки традиционен костюм, една от главните категории на мъжките български носии, наред с белодрешната носия.
Името идва от тъмния цвят на вълнената тъкан за горните дрехи, които са черни, тъмносини или бозави. Костюмът включва панталони – наричани потури, чешири, шалвари или димии, – тесни под коленете и с много широка и набрана горна част, без обособена предница и задница, които са украсени с черни или тъмни гайтани. Ризата има туникообразна кройка, която е наследена от белодрешната носия. Горните дрехи са изработени най-често от същия плат. Те са къси до кръста, имат прави очертания и са със срещащи се или покриващи се предници. Част от горните дрехи нямат ръкави, други са с къси ръкави, а трети са с дълги ръкави. Ръкавите са с линерна украса по ръбовете и шевовете от черни гайтани. Връхните дрехи без ръкави се наричат елек, джамадан, запасалник, който приляга плътно. Елекът няма и яка. В по-студено време се използва аба, салтамарка, аджамка, гриш. Тя представлява къса до над пояса вълнена дреха с тесни и дълги ръкави, които плътно прилягат до тялото. Абата е отворена отпред, без да се допират предниците ѝ, няма яка или е с твърде ниска. Тя не се запасва в пояса. Костюмът завършва с червен или черен пояс, който се завива широко около кръста. Поясът е значително по-дълъг и по-широк от този на белодрешната носия.
През 20-те години на XX век чернодрешната носия е разпространена приблизително на изток от ятовата граница, както и в Македония, достигайки на североизток до Кюстендилско и Горноджумайско, но без да включва Самоковско и Дупнишко. Въз основа на етимологията на свързаните с него термини, както и на сходства с традиционното облекло на сърби, албанци, румънци и дори украинци, белодрешното облекло се смята за по-старо от чернодрешното, което е формирано под силно турско влияние и дори през XIX век се наблюдава неговото постепенно разпространение на запад.